# Kondjor-Massiv
Das Kondjor-Massiv (russisch Кондёр) ist ein fast perfekt kreisrunder Gebirgszug mit etwa 8 km Durchmesser bis zu 1387 m Höhe im Ostteil des Aldanhochlandes nahe der pazifischen Küste Russlands. Es liegt auf dem Territorium der Region Chabarowsk, nächstgelegene Großstadt ist jedoch das etwa 570 km in nordwestlicher Richtung entfernte Jakutsk, Hauptstadt der Republik Sacha (Jakutien).

## Entstehung
Beim Kondjor-Massiv handelt es sich entgegen ursprünglichen Hypothesen weder um einen Vulkankrater (Caldera) noch um einen durch Meteoriteneinschlag entstandenen Impaktkrater, sondern um eine Extrusion tieferliegenden Materials mit Vorkommen an seltenen Erzen, das ursprünglich einige Tausend Meter unter der Erdoberfläche entstanden und im Lauf von etwa einer Million Jahren an der Oberfläche sichtbar wurde, indem es durch Erosion freigelegt wurde.

## Geologie und Mineralfunde

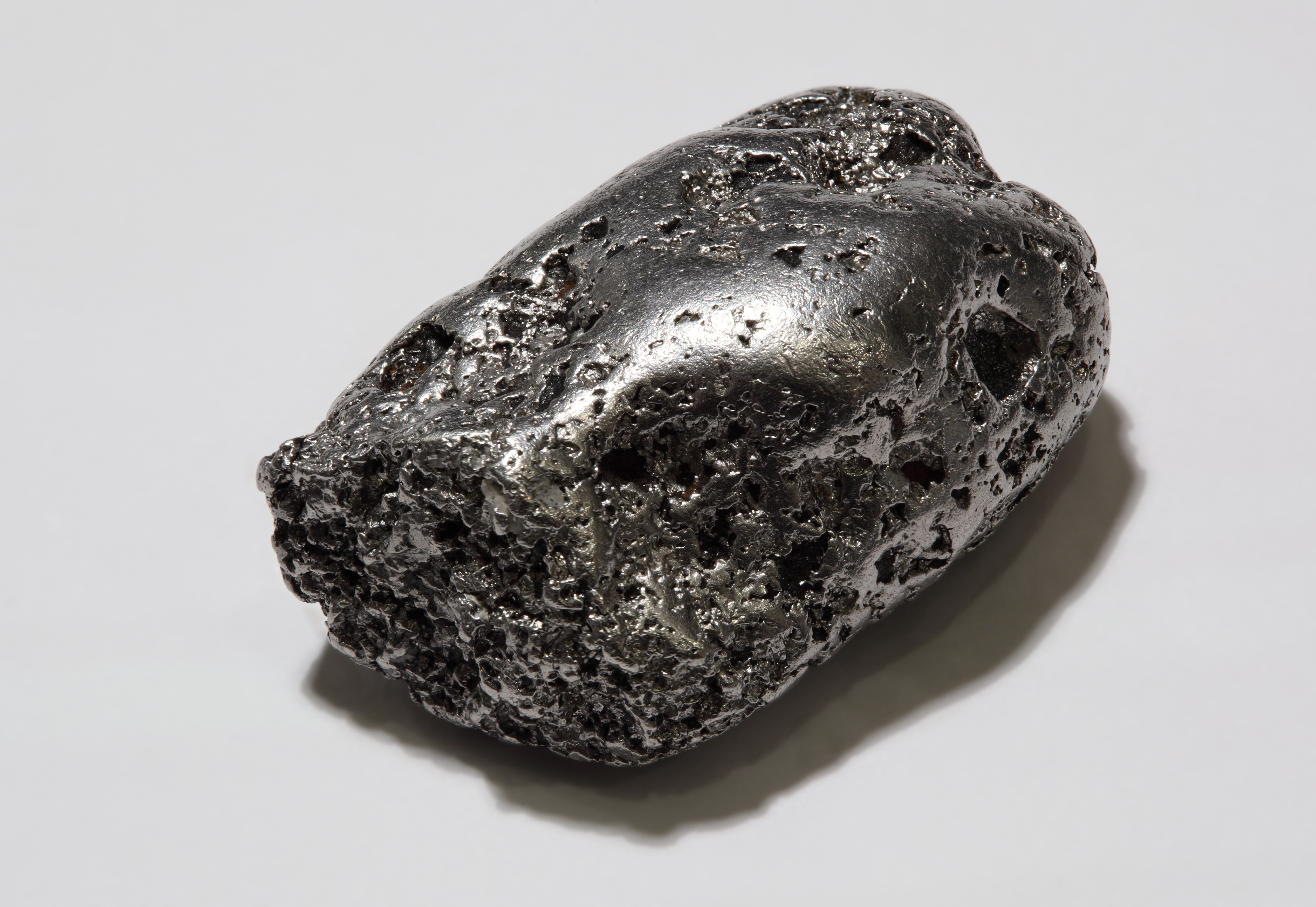
Platin-Nugget aus dem Kondjor-Massiv

Es ist eine der ergiebigsten Platinlagerstätten Russlands. Neben weiteren Edelmetallen wie gediegen Gold, Silber, Iridium und Osmium wurde hier eine außerordentliche Vielfalt an teilweise seltenen Mineralen wie unter anderem Erlichmanit, Hollingworthit, Laurit, Monticellit, Tetra-Auricuprid und Zvyagintsevit sowie die als Schmucksteine bekannten Minerale Spinell und Titanit gefunden.
Insgesamt sind für das Kondjor-Massiv bisher (Stand 2017) Funde von rund 80 Mineralarten dokumentiert. Für die Minerale Bortnikovit, Cuproiridsit, Ferhodsit, Ferrorhodsit und Konderit gilt das Kondjor-Massiv zudem als Typlokalität.